# 4. prosinca
4. prosinca (4. 12.) 338. je dan godine po gregorijanskom kalendaru (339. u prijestupnoj godini).
Do kraja godine ima još 27 dana.

## Događaji
- 1154. – Nikolas Breakspear postao je papa pod imenom Hadrijan IV., prvi i do danas jedini Englez na tom položaju. On je godinu dana kasnije okrunio Fridrika I. Barbarossu za rimsko-njemačkog cara, ali je ubrzo došao s njim u konflikt, kad je Friedrik pokušao ojačati svoju moć u odnosu na Rim.
- 1918. – Šef policije Grga Budislav Angjelinović,[1] zabranio izlaženje pravaškom dnevnom listu Hrvatska.
- 1944. – Nakon jednomjesečnih borbi, postrojbe partizanskog 8. dalmatinskog korpusa oslobodile Knin, čime je završena Kninska operacija i oslobođena južna Hrvatska.
- 2005. – Hrvatska teniska reprezenatacija osvojila Davis Cup. U dramatičnom finalu u Bratislavi, Hrvatska je pobijedila Slovačku s 3:2 i po prvi puta u povijesti osvojila Davis Cup.
- 2011. – parlamentarni izbori u Hrvatskoj

| - 1875. – Rainer Maria Rilke, austrijski književnik († 1926.) - 1892. – Francisco Franco, španjolski političar († 1975.) - 1893. – August Cesarec, hrvatski književnik († 1941.) - 1922. – Gérard Philipe, francuski glumac († 1959.) - 1927. – Vladimir Rem, hrvatski pjesnik, esejist, književni kritičar i povjesničar († 2011.) - 1950. – Anto Nobilo, hrvatski pravnik - 1951. – Dražen Žanko, hrvatski pjevač zabavne glazbe - 1969. – Jay Z, američki pjevač - 1970. – Robert Roklicer, hrvatski književnik - 1974. – Anke Huber, njemačka tenisačica - 1975. – Igor Hinić, hrvatski vaterpolist - 1996. – Diogo Jota, portugalski nogometaš († 2025.) | - 749. – Ivan Damaščanski, sirijski svetac (* oko 676.) - 1137. – Lotar III. Saksonac, njemačko-rimski car (* 1075.) - 1679. – Thomas Hobbes, engleski filozof (* 1588.) - 1896. – Ahtahkakoop (Starblanket), poglavica Plains Cree Indijanaca († 1816.) - 1933. – Stefan George, njemački književnik (* 1868.) - 1954. – Ivo Parać, hrvatski skladatelj i zborovođa (* 1890.) - 1975. – Hannah Arendt, njemački filozof (* 1906.) - 1993. – Frank Zappa, američki glazbenik (* 1940.) - 2006. – Duško Gruborović, hrvatski glumac i pjesnik (* 1956.) - 2020. – Pavao Crnjac, hrvatski rimokatolički svećenik (* 1942.) - 2022. – Mirka Klarić, hrvatska operna pjevačica (* 1934.) |

## Blagdani i spomendani
- Sveta Barbara